# Amboy (Washington)
Amboy é uma Região censo-designada localizada no estado norte-americano de Washington, no Condado de Clark.

## Demografia
Segundo o censo norte-americano de 2000, a sua população era de 2085 habitantes.

## Geografia
De acordo com o United States Census Bureau tem uma área de
37,1 km², dos quais 37,1 km² cobertos por terra e 0,0 km² cobertos por água. Amboy localiza-se a aproximadamente 125 m acima do nível do mar.

## Localidades na vizinhança
O diagrama seguinte representa as localidades num raio de 16 km ao redor de Amboy.